# Hyagnis indicus
Hyagnis indicus es una especie de escarabajo longicornio del género Hyagnis, subfamilia Lamiinae. Fue descrita científicamente por Breuning en 1969.
Se distribuye por la India. El período de vuelo de esta especie ocurre en el mes de febrero.